# Hiénc Köztársaság
Hiénc Köztársaság, német nyelven Republik Heinzenland, heánc nyelvjárásban Republik Hoanznlaund 1918. december 6-án került kikiáltásra Nagymartonban. Egyike az Osztrák–Magyar Monarchia romjain keletkezett államoknak, amelyek kevés ideig maradtak fenn. (V.ö. a mostani Burgenland hozzávetőleges területén később a Lajtabánságot kiáltották még ki, majd délen a Vendvidéki Köztársaságot a Muravidéken.) Az államot Hans Suchard szociáldemokrata politikus proklamálta. Az osztrákok a Magyarország és Ausztria közötti döntésképtelen területi vitákban látják okát, hogy a Hiénc Köztársaságot kikiáltották, amely egyébként végül csak két napig állt fenn.

## Előzményei
Az első világháború végén a monarchiától külön vált Német-ausztriai Köztársaság Magyarországtól színnémet falvakat követelt, amelyek Pozsony, Moson, Sopron és Vas vármegyék vidékein feküdtek, innen jött a terv elnevezése: Vierburgenland. Nyugat-Magyarországon megosztottak voltak a helybeliek: egyesek Ausztriához akartak csatlakozni, mások Magyarországon maradni.

## A Hiénc Köztársaság kikiáltása és bukása
Azért, hogy a vitában szereplő németajkú települések Ausztriához kerüljenek, Hans Suchard kikiáltotta Nagymarton székhellyel a Hiénc Köztársaságot. Segítségére voltak a helyi szociáldemokraták és az őt pártoló munkásság. A magyar katonai erők egy napon belül felléptek a Hiénc Köztársaság ellen és gyorsan megszállták az újdonsült államot. Suchardot is elfogták, és mint árulót: halálra ítélték. Az ítéletet végül nem hajtották végre.

## A hiéncek
A hiéncek, vagy hiencek, heancok, tulajdonképpen a régi Vas és Sopron vármegyei németajkú nemzetiségiek történelmi magyar elnevezése, viszont igazából csak a Soprontól nyugatra élő németeket (1945 előtt ők sem tekintették magukat osztráknak) hívják hiéncnek, akik Locsmándon, Németkeresztúron, Sopronszentmártonban, a Rétfalu melletti Rozália-hegy vidékén (ahol az ún. repetier hiéncek élnek). A hiénc nyelv az osztrák-bajor dialektusok része, sok a kettőshangzó benne. Lakóhelyüket Hiéncföldnek is nevezik, míg a régi hiénc szokások szerint Paklute Welt, vagyis Púpos Világ; avagy Heanzerei, azaz Hiéncország névvel illetik. Kőszeget tekintik a hiéncek hagyományos központjának.